# Tschepza
Die Tschepza (russisch Чепца; udmurtisch Чупчи, Tschuptschi) ist ein linker Nebenfluss der Wjatka im europäischen Teil Russlands.

## Verlauf
Die Tschepza entspringt im äußersten Westen der Region Perm in den südwestlichen Kamahöhen. Sie fließt anfangs in südlicher Richtung, erreicht nach rund 20 km die Grenze zur Republik Udmurtien, wo sie zunächst nach Westen und anschließend in nordwestliche Richtungen umschwenkt.
Danach durchfließt sie sehr kurvenreich das nordöstliche Udmurtien, ehe sie sich nach der Einmündung der Losa nach Norden wendet. Sie passiert den Ort Tschepza und biegt nach Westen ab. Kurz vor Balesino wendet sie sich wiederum in nordwestliche Richtungen.
Nachdem die Tschepza Glasow passiert hat, fließt sie in Richtung Westen, wo sie kurz nach der Einmündung der Lekma die Grenze zur Oblast Kirow erreicht. Sie durchfließt den Osten der Oblast in Richtung Westen, bis sie bei Kirowo-Tschepezk östlich von Kirow in die Wjatka mündet.

## Nutzung
Die Tschepza ist in der eisfreien Zeit von Ende April/Anfang Mai bis November von der Mündung an für 135 km schiffbar.
Der Fluss ist reich an Fischen, darunter Brachsen, Rotaugen, Schleien, Welse, Hechte und Sander.